# Madeleine Prahs
Madeleine Prahs (* 1980 in Karl-Marx-Stadt, DDR) ist eine deutsche Schriftstellerin.

## Leben
Madeleine Prahs ist in Karl-Marx-Stadt und am Ammersee aufgewachsen. Sie studierte Germanistik und Kunstgeschichte in München und Sankt Petersburg. 2014 erschien ihr Debütroman Nachbarn, 2017 folgte ihr zweiter Roman Die Letzten. Die Autorin lebt in Leipzig.

## Werke
- Nachbarn. Roman, dtv, München 2014, ISBN 978-3-423-28036-5
- Die Letzten. Roman, dtv, München 2017, ISBN 978-3-423-28134-8

## Auszeichnungen
- 2015 LCB-Aufenthaltsstipendium des Berliner Senats
- 2015/16 Baldreit-Stipendium der Stadt Baden-Baden
- 2016 Arbeitsstipendium der Sächsischen Kulturstiftung